# Akimoto Sayaka
Akimoto Sayaka (秋元才加) sinh ngày 26 tháng 7 năm 1988 tại Matsudo,Chiba, Nhật Bản, là một ca sĩ, vũ công, Diễn viên, người mẫu và là thành viên của AKB48 Team K cũng như các thành viên của nhóm nhỏ DiVA. Cô cũng là một thành viên trong buổi trình diễn Chocolove từ AKB48.
Ngày 7 tháng 4 năm 2013, cô thông báo rằng cô sẽ tốt nghiệp từ AKB48. Lễ tốt nghiệp của cô diễn ra vào ngày 22 tháng 8 năm 2013, tại Tokyo Dome Concert của AKB48. Cô thực hiện buổi diễn cuối cùng vào ngày 28 tháng 8.

## Tiểu sử
Akimoto đã được sinh ra và lớn lên ở Matsudo, Chiba, cha là người Nhật và mẹ là người Philippines

## Sự nghiệp
Vào ngày cuối cùng của concert Budokan vào ngày 23 tháng 8 năm 2009, trong kì bổ nhiệm, Akimoto đã chính thức làm đội trưởng của Team K. Điều đó khiến cô thường xuyên là thành viên nổi bật đối với hầu hết các ca khúc A-side của họ cho đến khi cô đã bất ngờ dính vào một vụ bê bối trong năm 2010. Kể từ đó cô chỉ xuất hiện trên A-side track từ một cuộc tổng tuyển cử hay một giải đấu rock-paper-scissors. Ngày 24 tháng 8 năm 2012, Yuko Oshima thay thế cô là đội trưởng của Team K.
Đôi khi cô được biểu diễn cùng nhóm trong lần xuất hiện trực tiếp của họ trên truyền hình khi các thành viên nổi bật khác có lịch trình bận rộn. Cô đã kể: từ khi được tham gia với nhóm nhỏ Diva dưới Avex. Akimoto cũng là một trong những thành viên nổi tiếng nhất trong số các công cộng, cô thường xuyên xuất hiện trên các chương trình truyền hình buổi trưa phổ biến Waratte Iitomo, và cũng như xuất hiện trong nhiều chương trình truyền hình đa dạng.
Ngày 7 tháng 4 năm 2013, Akimoto công bố trên blog chính thức của mình rằng cô sẽ không được tham gia cuộc tổng tuyển cử của AKB48 năm 2013, và sẽ được tốt nghiệp để tập trung vào diễn xuất. Lễ tốt nghiệp của cô được tổ chức vào ngày 22 tại Tokyo Dome, và buổi diễn của cô được tổ chức vào ngày 28 tháng 8 tại Nhà hát của AKB48, đã được truyền trực tiếp bởi Nico Nico Namahousou. Sau đó vào năm 2014, cô tái hợp với nhóm Diva để phát hành single cuối cùng của họ "Discovery" và cuối cùng đã tan rã.
Ngày 26 tháng 6 năm 2014, Akimoto đã được bổ nhiệm làm Đại sứ thiện chí của ngành Du lịch Philippines để quảng bá Philippines như một điểm đến du lịch tại Nhật Bản.